# 대창초등학교 (경북)
대창초등학교는 대한민국 경상북도 영천시 대창면 조곡리에 있는 공립 초등학교이다.

## 학교 연혁
- 1934년 11월 13일 대창공립보통학교 개교(설립인가 10월 24일)
- 1938년 4월 1일 대창공립심상소학교로 개칭
- 1941년 4월 1일 대창공립국민학교로 개칭
- 1970년 11월 20일 신광분교장 개교
- 1981년 3월 1일 병설유치원 개원
- 1987년 3월 1일 특수학급 신설
- 1991년 3월 1일 신광국민학교 통폐합
- 1994년 3월 1일 대창동부국민학교 통폐합
- 1996년 3월 1일 대창초등학교로 개칭
- 2015년 3월 1일 제29대 남병훈 교장 부임
- 2016년 2월 17일 제79회 졸업(총 6,348명)
- 2016년 3월 1일 5학급 편성(특수학급 포함)
- 2017년 2월 17일 제80회 졸업(총6391명)
- 2017년 3월 1일 제30대 김영옥 교장 부임

## 참고 자료
- 대창초등학교 - 한국교육학술정보원 학교알리미